# Marguerite Laugier
Marguerite Laugier född 12 september 1896, död 10 juni 1976, var en fransk astronom.
Minor Planet Center listar henne som M. Laugier och som upptäckare av 21 asteroider mellan 1932 och 1955.
Asteroiden 1597 Laugier är uppkallad efter henne.

## Asteroider upptäckta av Marguerite Laugier
| 1247 Memoria      | 30 augusti 1932  |
| 1426 Riviera      | 1 april 1937     |
| 1461 Jean-Jacques | 30 december 1937 |
| 1651 Behrens      | 23 april 1936    |
| 1681 Steinmetz    | 23 november 1948 |
| 1690 Mayrhofer    | 8 november 1948  |
| 1730 Marceline    | 17 oktober 1936  |

| 1755 Lorbach  | 8 november 1936  |
| 1884 Skip     | 2 mars 1943      |
| 2068 Dangreen | 8 januari 1948   |
| 2106 Hugo     | 21 oktober 1936  |
| 2384 Schulhof | 2 mars 1943      |
| 2393 Suzuki   | 17 november 1955 |
| 2677 Joan     | 25 mars 1935     |

| 3220 Murayama   | 22 november 1951  |
| 3568 ASCII      | 17 oktober 1936   |
| 4649 Sumoto     | 20 december 1936  |
| 4909 Couteau    | 28 september 1949 |
| 6887 Hasuo      | 24 november 1951  |
| 10449 Takuma    | 16 oktober 1936   |
| (20959) 1936 UG | 21 oktober 1936   |